# Fernando Quirarte
Fernando Quirarte Gutiérrez (Guadalajara, 17 maggio 1956) è un allenatore di calcio ed ex calciatore messicano, di ruolo difensore.

## Carriera

### Nazionale
Ha fatto parte della nazionale messicana al campionato mondiale di calcio 1986, in cui segnò due reti contro Belgio ed Iraq.